# Аудио-касета
Аудио-касета, компакт-касета (скраћено CC) или музичка касета (скраћено MC), користи се за снимање и репродукцију звука, развила ју је компанија Филипс 1963. године.
Снимање и репродукција звука се врши помоћу касетофона који омогућава снимање на касету, на њој је навијена магнетна трака. Звук се чита помоћу посебних електромагнета на магнетну траку у касети.
Аудио-касета се састоји од две симетричне, залепљене или пришрафљене пластичне површине са једнаким размаком за покретљиве котурове пребацивања дугачке траке. Рам касете је стандардизован по дужини од 10 cm, ширини 6,5 cm и дебљини од 2 cm.
Магнетна трака аудио-касете је ширине 3, 81 mm а дебљина је од 11 до 27 микрона.
Први Светски дан продавница касета обележен је 7. септембра 2013. године.